# Transit (aplicación)
Transit es una aplicación móvil que proporciona datos de transporte público en tiempo real. La aplicación funciona en más de 175 áreas metropolitanas de todo el mundo. Transit se diseñó para agregar y cartografiar datos de transporte público en tiempo real, utilizando los datos de usuarios vía crowdsourcing para determinar la verdadera ubicación de los autobuses y trenes. Transit se lanzó por primera vez en 2012 para iPhone y poco después se lanzó la versión compatible con Android. Ofrece a los usuarios, horarios y alertas de múltiples modos de transporte cuando están disponibles, incluidos el autobús y el tren. Transit fue desarrollada en Montreal (Quebec, Canadá) por Sam Vermette y Guillaume Campagna. Esta aplicación está pensada para minimizar la necesidad de que la gente posea vehículos propios en las ciudades. Transit compite directamente con otros servicios de mapas de tránsito como Moovit y CityMapper, así como con servicios de mapas generales que también proporcionan datos de tránsito como Google Maps, Bing Maps y Apple Maps.
Los actuales directivos de la aplicación Transit son el director general, Sam Vermette, y el director comercial, David Block-Schachter.
En 2020, Transit se convirtió en la aplicación oficial de Big Blue Bus (BBB) para la planificación de viajes e información sobre la llegada de autobuses en tiempo real.

## Funciones
Transit es compatible con aplicaciones para compartir automóviles y viajes como Uber, Lyft, Via y Ola, además de con múltiples sistemas de bicicletas compartidas. En abril de 2018, la aplicación se amplió para incluir los sistemas de uso compartido de scooters en cuatro ciudades estadounidenses. La aplicación ofrece a los usuarios un sistema de codificación por colores que los relaciona con los modos de transporte para que los usuarios asocien rápidamente un color con el modo de transporte que están monitoreando.
En febrero de 2019, la app Transit lanzó una actualización que permite a los usuarios consultar los horarios de autobuses y trenes de toda su ciudad incluso sin conexión de datos, o determinar si una estación de bicicletas compartidas tiene bicicletas disponibles. Incluso cuando los usuarios están sin conexión, son capaces de encontrar las paradas de transporte público más cercanas y mapear su viaje.

## Países admitidos
Transit es compatible en 16 países de todo el mundo, entre ellos Alemania, Argentina, Australia, Canadá, Estados Unidos, Francia, Islandia, Italia, Nueva Zelanda, Reino Unido y Suecia. En Estados Unidos, Transit puede utilizarse en 270 regiones.

## Colaboradores
Transit es compatible con varias plataformas de venta de boletos por móvil, incluidas Token Transit y Masabi. Los usuarios sólo tienen que introducir su información de pago en la aplicación una vez, y luego pueden comprar pases para viajar y compartir la bicicleta dentro de la interfaz de la aplicación. Transit ha sido aprobada por las autoridades de transporte de varias ciudades, como la MBTA, la Autoridad de Transporte Metropolitano del Condado de Los Ángeles, el Departamento de Transporte de Michigan y el Edmonton Transit System.

### Avaladores
Transit se ha asociado con agencias públicas de todo el mundo para convertirse en su aplicación multimodal oficial o avalada. Entre las agencias que han aprobado la aplicación se encuentran:
- Boston's Massachusetts Bay Transportation Authority (MBTA)
- Columbus, Ohio's Central Ohio Transit Authority (COTA)
- Gatineau's Société de transport de l'Outaouais (STO)
- Halifax Transit
- Los Angeles Metro (Metro)
- Maryland Transit Administration (MTA)
- Montreal's Société de transport de Montréal (STM)
- Santa Clara, California's Valley Transportation Authority (VTA)
- Tampa Bay's Pinellas Suncoast Transit Authority (PTSA)
- Vancouver's TransLink[13]

## Inversores
En 2018, Transit recaudó $17,5 millones. La mayoría de las inversiones procedieron de fabricantes de automóviles. El inversor principal fue Alliance Ventures. Otros fueron el fondo de capital riesgo de Jaguar Land Rover, InMotion Ventures, Accel y Real Ventures.